# Чарлі Деніелс
Чарльз Едвард «Чарлі» Деніелс (англ. Charles Edward «Charlie» Daniels, 28 жовтня 1936 — 6 липня 2020) — американський кантрі-музикант, співак, найкраще знаний за хітом «The Devil Went Down to Georgia».

## Біографія
Деніелс народився і виріс в Північній Кароліні, США. У молодості грав на скрипці і гітарі в ряді музичних колективів. У 21 рік вирішив почати професійну музичну кар'єру, зібравши свою першу групу — The Jaguars. 1964 року він виступив співавтором композиції «It Hurts Me», виконаної Елвісом Преслі. Наприкінці 60-х Деніелс перебрався в Нешвілл, де працював сесійним музикантом, нерідко співпрацюючи з відомим кантрі-продюсером Бобом Джонстоном. Як запрошений музикант Деніелс брав участь в записі альбомів таких виконавців, як Боб Ділан та Леонард Коен.
Першою сольною роботою співака став альбом «Charlie Daniels», що вийшов 1971 року. Рік потому музикант заснував свій новий музичний колектив — Charlie Daniels Band. Вже в 1973 році гурт записав свій перший хіт «Uneasy Rider», досяг дев'ятої позиції в чарті Billboard Hot 100. 1974 року вони випустили кантрі-рок альбом Fire on the Mountain, який всього за кілька місяців став золотим і згодом отримав статус платинового. У той же рік Деніелс разом зі своєю групою організував перший так званий концерт Volunteer Jam. Відтоді, за винятком трирічної перерви наприкінці 1980-х, подібні концерти проводяться щорічно, ставши своєрідною традицією.
В 1979 році за пісню «The Devil Went Down to Georgia» Деніелс став володарем премії «Ґреммі» в номінації «Найкраще вокальне кантрі виконання дуетом або групою». Композиція досягла третьої позиції в чарті Billboard Hot 100, а також стала справжнім хітом рок-орієнтованих радіостанцій, після того, як зазвучала в драмі 1980-го року «Міський ковбой». На церемонії вручення нагород CMA Awards «The Devil Went Down to Georgia» був визнаний синглом року, а альбом «Million Mile Reflections», що містить композицію, отримав статус мультиплатинового.
Успішними стали і два наступних альбоми Деніелса: «Full Moon» (1980, платина) та Windows (1982, золота). Наступні релізи музиканта і групи не мали такого широкого успіху аж до 1989 року, коли вийшов альбом «Simple Man», який також став платиновим. У 1990-х і 2000-х релізи співака вже не штурмували чарти, хоча його концертні виступи були популярними.
У 2008 році Деніелс отримав членство в Grand Ole Opry. 2010 року він переніс малий інсульт під час катання на снігоході в Колорадо, після чого був доставлений в госпіталь, де був змушений провести два дні. Музикант був одружений і мав сина.
Чарлі Деніелс помер 6 липня 2020 року від інсульту у віці 83 роки.

## Дискографія
Студійні альбоми
| - 1971 — Charlie Daniels - 1972 — Te John, Grease, & Wolfman - 1973 — Honey in the Rock - 1974 — Way Down Yonder - 1974 — Fire on the Mountain - 1975 — Nightrider - 1976 — Saddle Tramp - 1976 — High Lonesome - 1977 — Midnight Wind - 1979 — Million Mile Reflections - 1980 — Full Moon - 1982 — Windows - 1985 — Me and the Boys - 1987 — Powder Keg - 1988 — Homesick Heroes - 1989 — Simple Man | - 1991 — Renegade - 1993 — The Devil Went Down to Georgia - 1993 — America, I Believe in You - 1994 — The Door - 1995 — Same Ol' Me - 1996 — Steel Witness - 1997 — Blues Hat - 1997 — By the Light of the Moon - 1999 — Tailgate Party - 2000 — Road Dogs - 2002 — How Sweet the Sound: 25 Favorite Hymns and Gospel Greats - 2002 — Redneck Fiddlin' Man - 2005 — Songs From the Longleaf Pines - 2007 — Deuces - 2013 — Hits of the South - 2014 — Off the Grid: Doin' It Dylan |